# Mimosa neptuniodes
Mimosa neptuniodes là một loài thực vật có hoa trong họ Đậu. Loài này được Kuntze miêu tả khoa học đầu tiên.